# Alfred Alessandrescu
Alfred Alessandrescu (ur. 2 sierpnia?/14 sierpnia 1893 w Bukareszcie, zm. 18 lutego 1959 tamże) – rumuński kompozytor, który tworzył pieśni oraz utwory kameralne i orkiestrowe.